# Янчик рудогорлий
Я́нчик рудогорлий (Pteruthius melanotis) — вид горобцеподібних птахів родини віреонових (Vireonidae). Мешкає в Гімалаях і Південно-Східній Азії.

## Підвиди
Виділяють два підвиди:
- P. m. melanotis Hodgson, 1847 — більша частина ареалу;
- P. m. tahanensis Hartert, E, 1902 — крайній південь Таїланду та Малайський півострів.

## Поширення і екологія
Рудогорлі янчики поширені від центрального Непалу до північного Індокитаю, а також на Малайському півострові. Вони живуть у вологих гірських тропічних лісах.